# Santa Luzia (Angra do Heroísmo)
Santa Luzia – parafia (freguesia) gminy Angra do Heroísmo. W 2011 miejscowość była zamieszkiwana przez 2755 osób.